# Tempel des Hephaistos

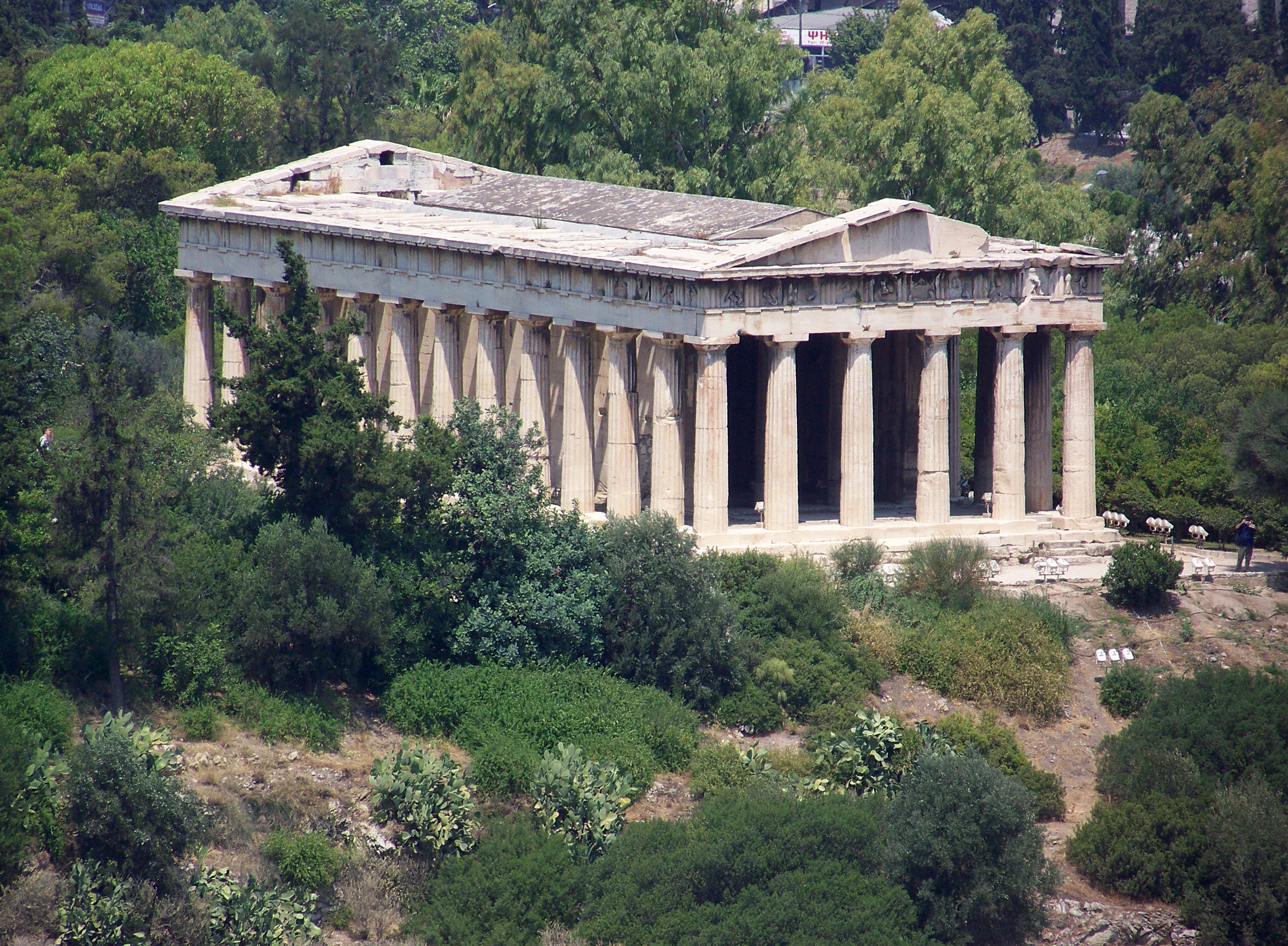
Das Hephaisteion von Osten

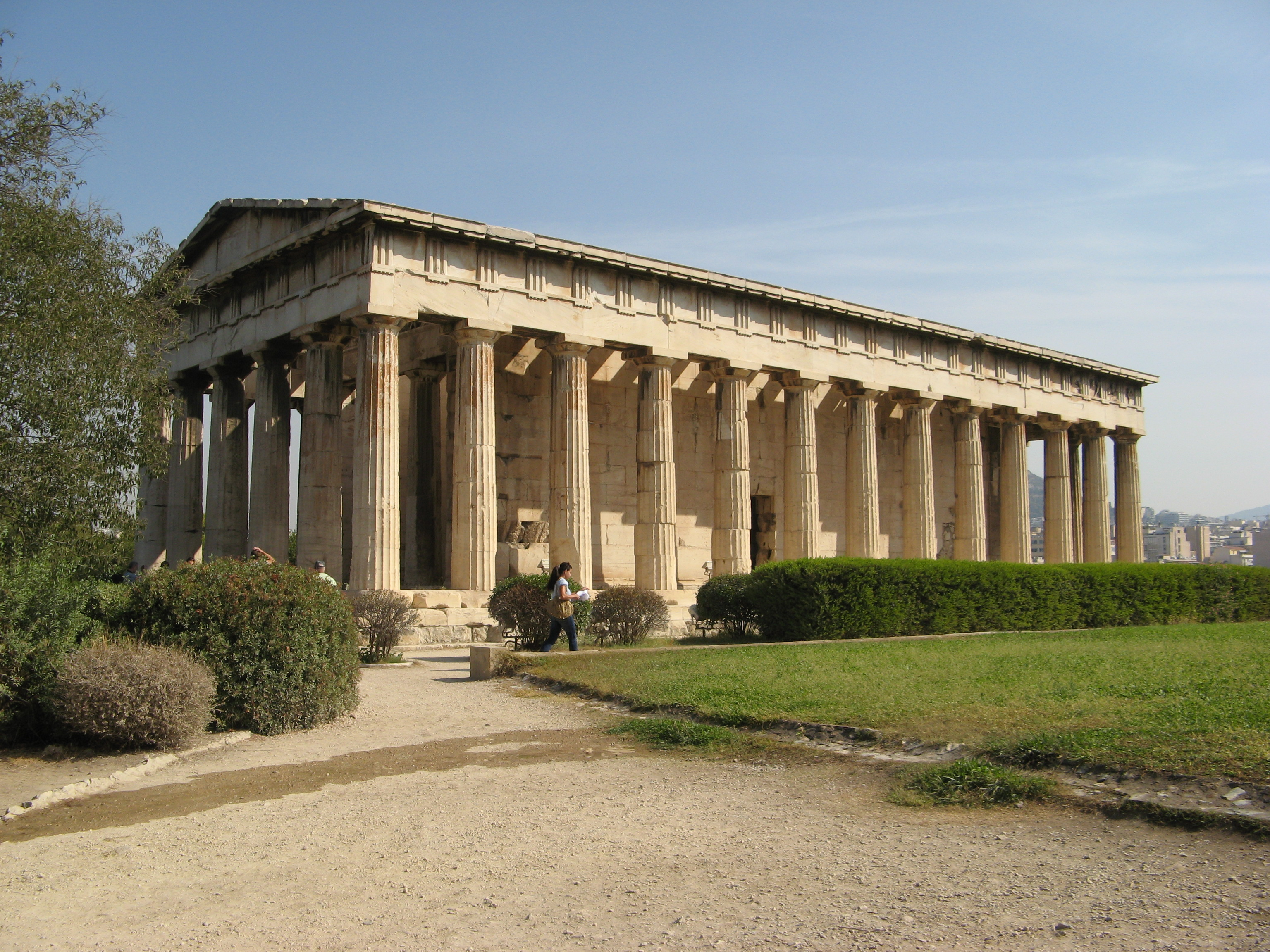
Das Hephaisteion von Südwesten

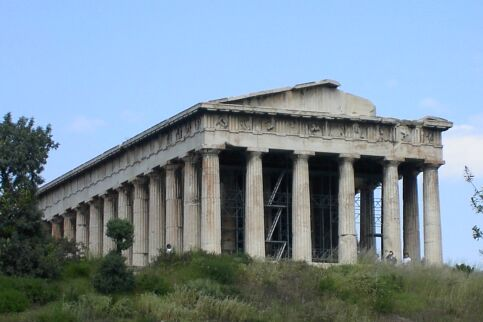
Das Hephaisteion von Osten

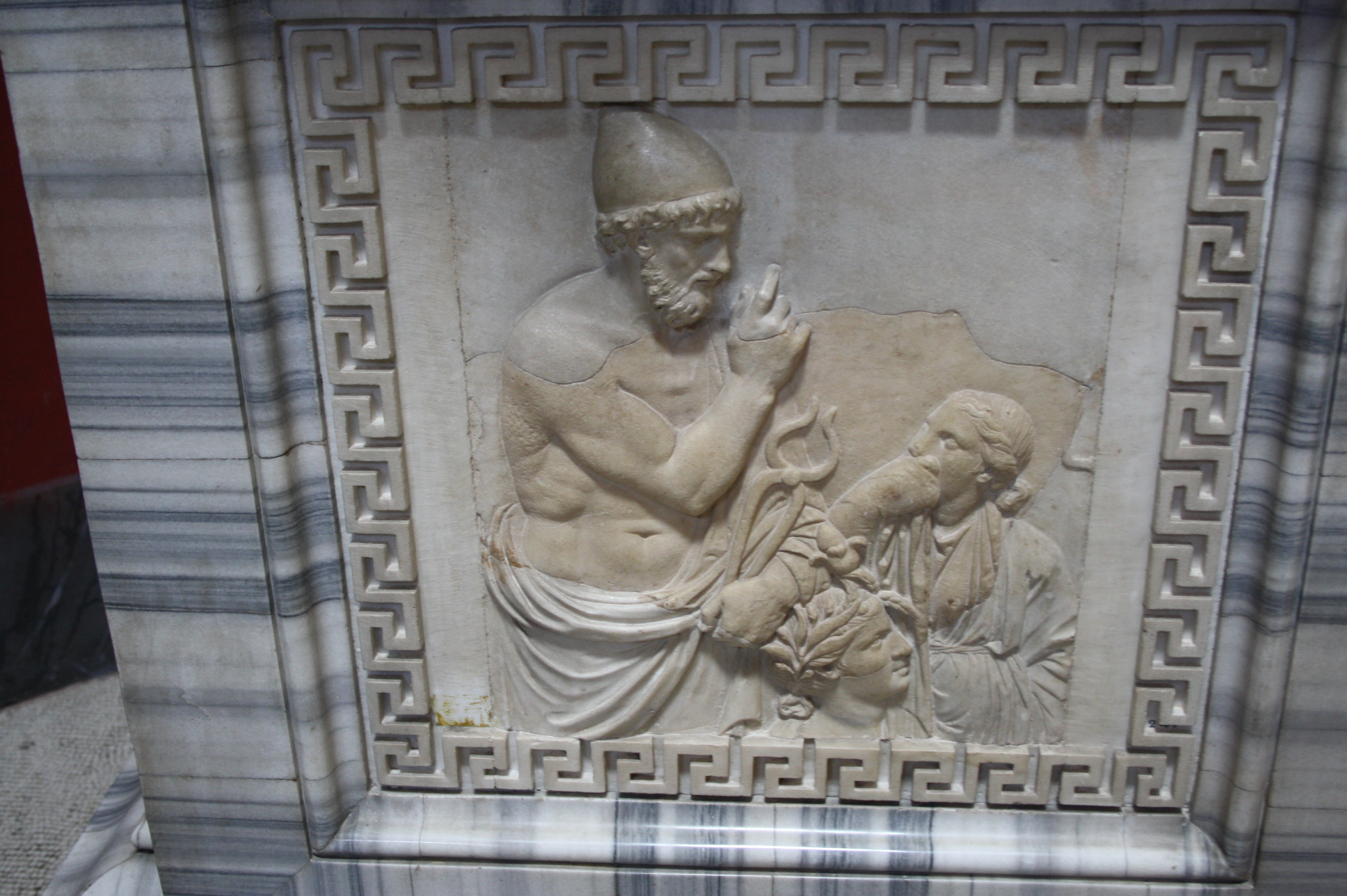
Darstellung des Hephaistos, neo-attisches Relief, Vatikanische Museen

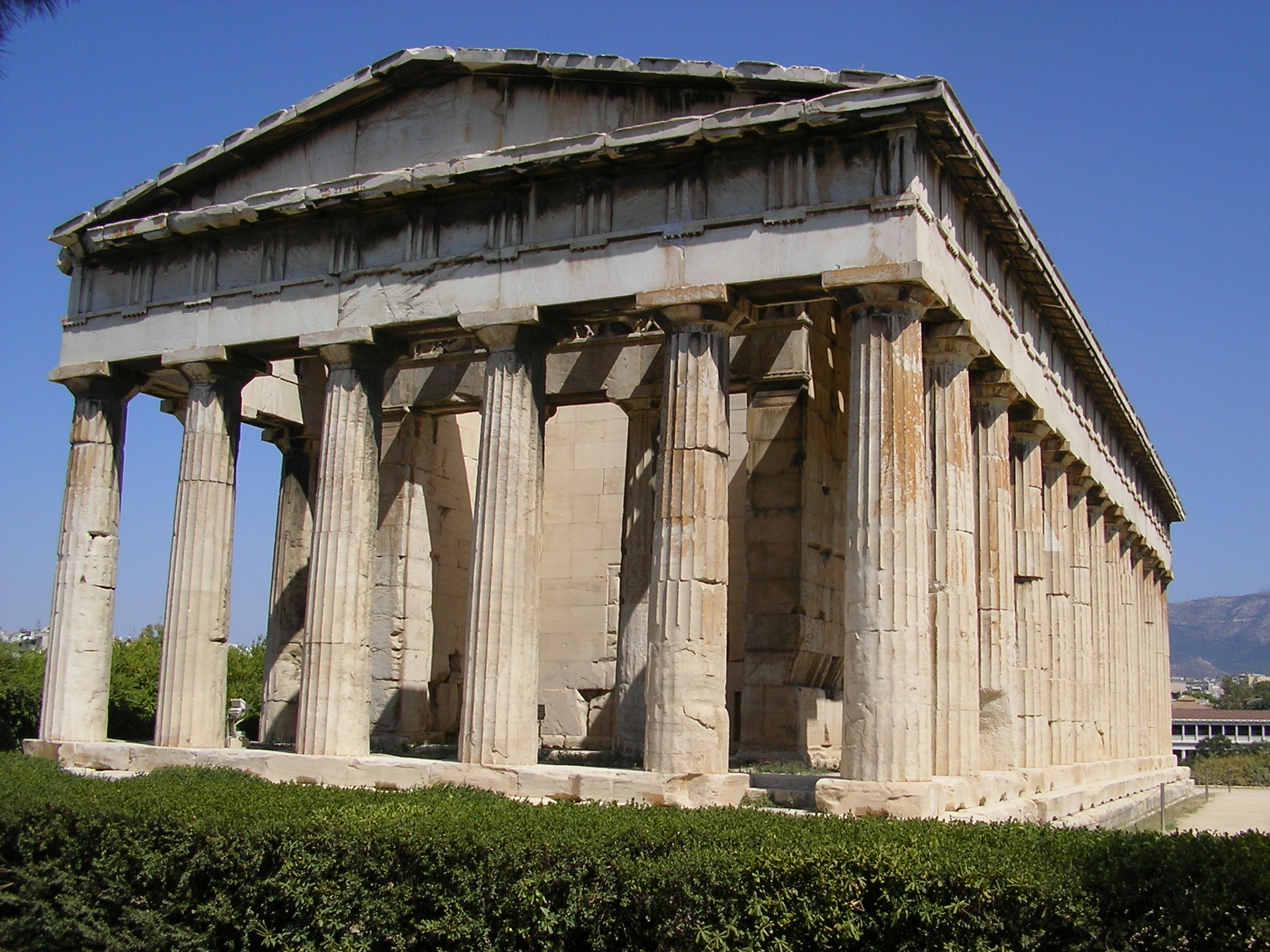
Das Hephaisteion von Westen

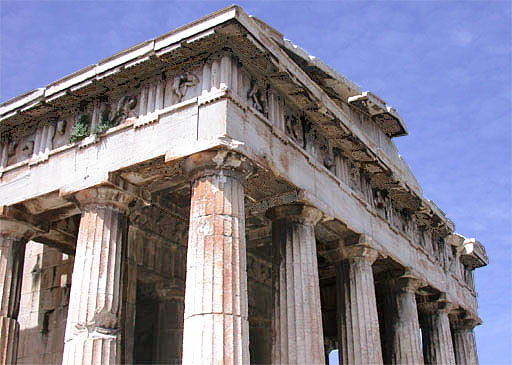
Südostecke des Hephaisteion, Detail des Gebälks

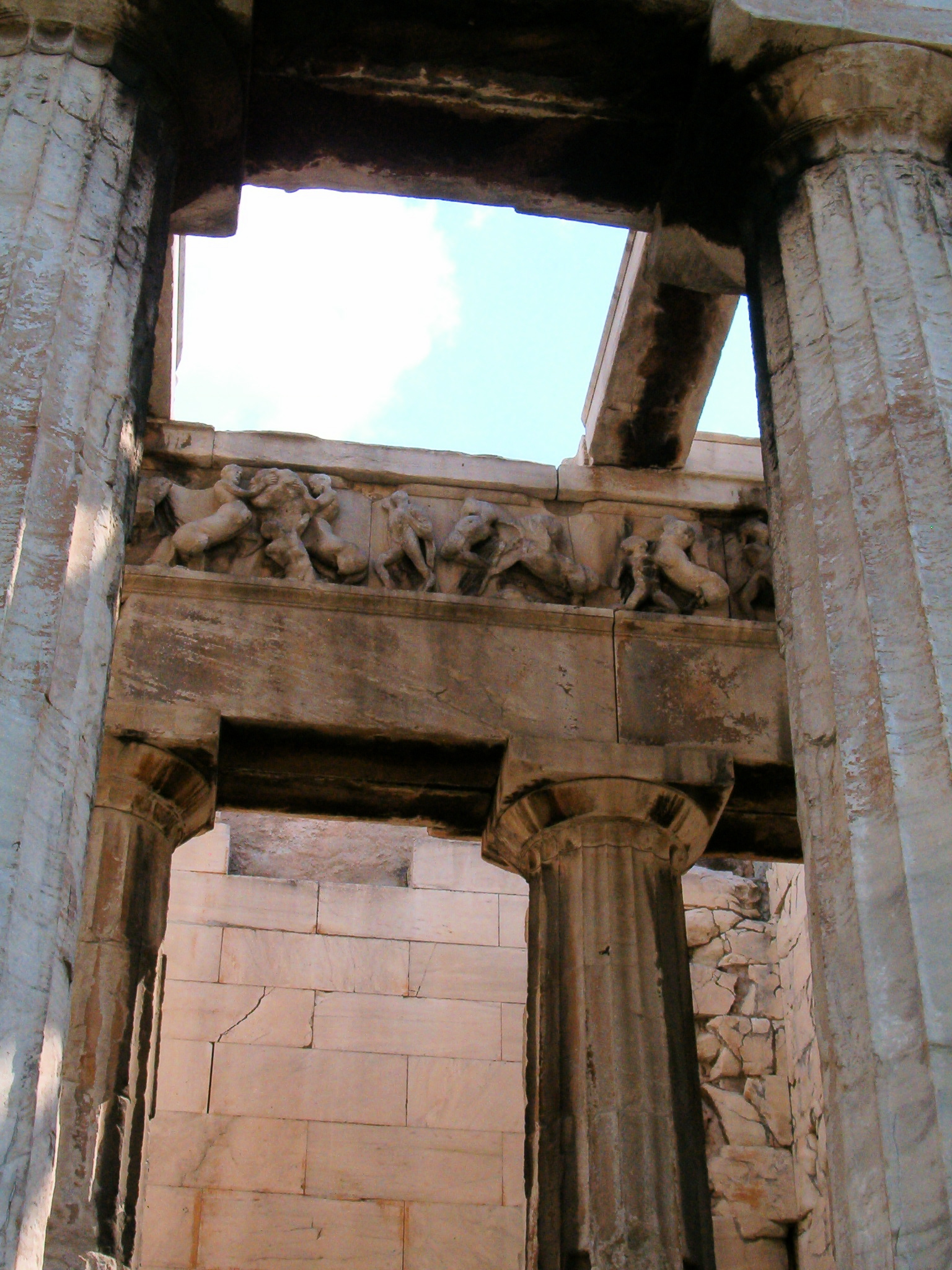
Hephaisteion, Opisthodom

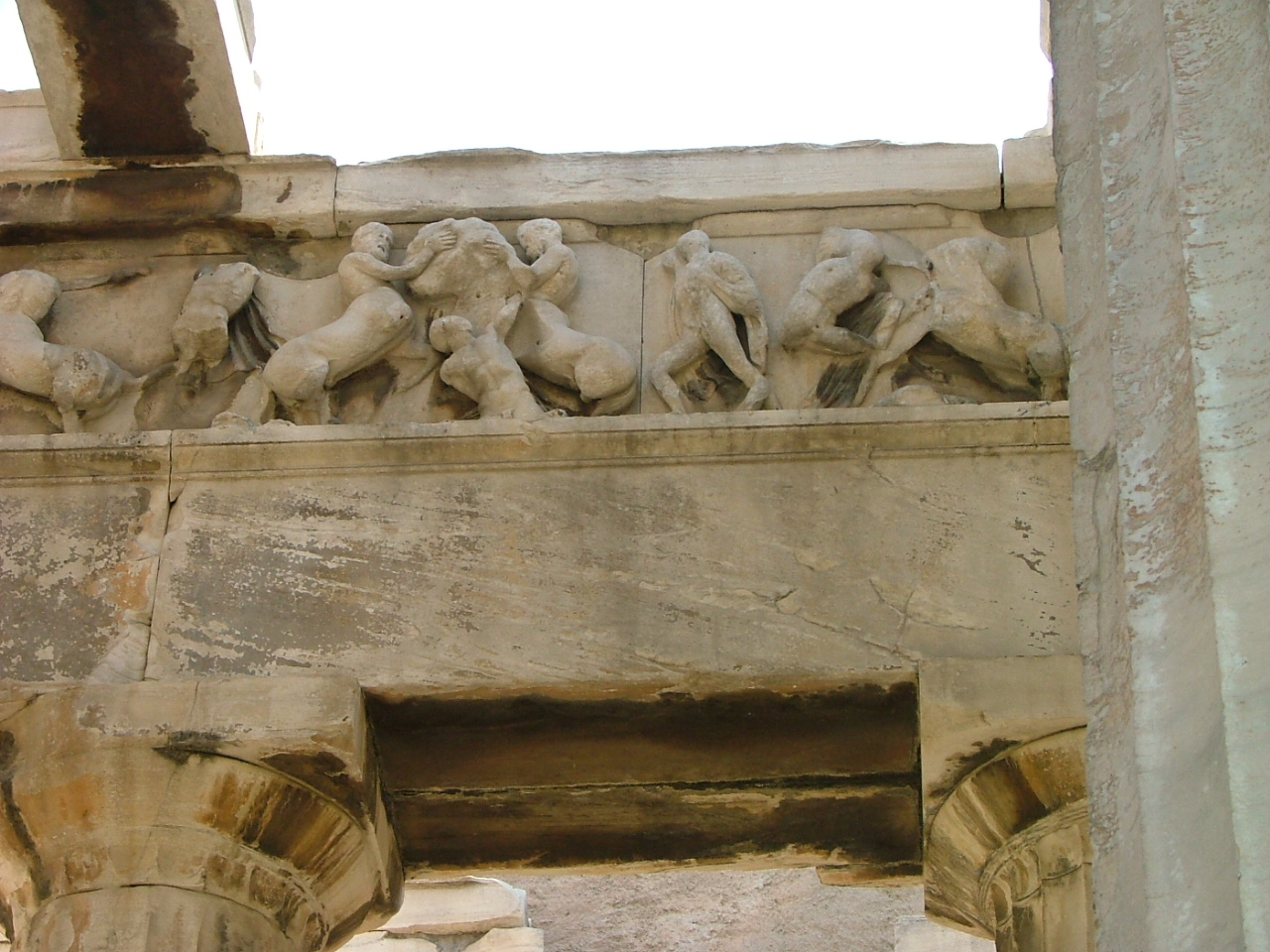
Hephaisteion, Fries über dem Opisthodom

Der Tempel des Hephaistos (altgriechisch Ἡφαιστεῖον, daher auch Hephaisteion) im Zentrum Athens ist einer der besterhaltenen griechischen Tempel und ist größtenteils aus pentelischem Marmor erbaut.
Der Tempel ist auch unter den Namen Theseion oder Theseum bekannt, da man in byzantinischer Zeit glaubte, die Gebeine des legendären griechischen Helden Theseus seien hier begraben. Anhand von Bauinschriften und zahlreichen Funden des Metall verarbeitenden Gewerbes in der näheren Umgebung konnte der Tempel dem Hephaistos zugewiesen werden, dem Gott der Schmiedekunst.

## Baugeschichte
Der Bau des Tempels wurde etwa 449 v. Chr. begonnen, doch schleppte sich der sich von West nach Ost entwickelnde Baufortschritt hin. Um 430 v. Chr. war der Tempel weitgehend vollendet, allein Eindeckung und Kultbildgruppe fehlten noch. Beide konnten erst während des Nikias-Friedens zwischen 421 und 415 v. Chr. in Angriff genommen werden. 415 v. Chr. wurde der Tempel wohl geweiht. Er befand sich an der damaligen westlichen Stadtgrenze Athens.
In diesem Stadtteil befanden sich damals viele Gießereien und metallverarbeitende Handwerke. Deshalb war er auch dem Hephaistos geweiht, dem Gott der damaligen Metallkünstler – der Schmiede – (heute Kunstschmiede) und deren Metallarbeiter. Hephaistos war für das gesamte künstlerische Spektrum der Metallverarbeitung „zuständig“, einschließlich der Herstellung von Schmuck, Waffen, sakral-rituellen und profanen Gebrauchsgegenständen.
Der Tempel steht auf einem kleinen Hügel am Westrand der Agora, dem Kolonos Agoraios.

## Baubeschreibung

### Außenbau
Der Tempel erhob sich auf einem dreistufigen Unterbau, der Krepis. Die unterste Stufe war aus Kalkstein gearbeitet, während die übrige sichtbare Architektur aus pentelischem und parischem Marmor bestand. Dies ist ungewöhnlich, da gewöhnlich die gesamte Krepis einheitlich aus einem Material gebildet wurde und sich somit von der letzten, bereits im oberen Teil sichtbaren Schicht des Fundaments, der Euthynterie, deutlich abhob. Auf dem etwa 1,06 Meter hohen Unterbau erhob sich der eigentliche Tempel.
Es handelt sich um einen Ringhallentempel, einen Peripteros, dorischer Ordnung von 13,71 Meter Breite und 31,78 Meter Länge, mit je sechs Säulen an den Fronten und 13 Säulen an den Langseiten. Der untere Säulendurchmesser betrug 1,02 Meter, die Säulenhöhe erreichte 5,71 Meter. Der Achsabstand der Säulen betrug 2,59 Meter, das Interkolumnium, der lichte Abstand der Säulen, war folglich 1,57 Meter weit. Die Eckjoche weisen eine einfache Kontraktion auf. Darüber erhob sich das mit einer Höhe von 2,02 Meter recht schwer proportionierte Gebälk aus dorischem Architrav und Triglyphen-Metopen-Fries.
Lediglich an der Ostfront und an den sich anschließenden ersten beiden Jochen der Langseiten waren die Metopen mit Skulpturen versehen und aus parischem Marmor gearbeitet, während die übrigen Metopen als einfache glatte und weiß belassene Marmorplatten eingefügt wurden. Die Metopen der Ostseite stellten Szenen aus dem Sagenkreis des Herakles dar, die Metopen der Langseiten hingegen Szenen aus dem Leben des lokalen Heros Theseus. Insbesondere letztere führten zur Deutung des Baus als Theseion, als dem Theseus geweihten Tempel. Die skulptierten Metopen waren mit einem satten Blau hinterlegt, die Metopen in kontrastierendem Rot gehalten.
Über dem Triglyphon folgte das dorische Geison mit seinen üblichen Mutulus-Platten. Es war, wie die sich anschließende Sima, aus parischem Marmor. Die Sima besaß an ihren Traufseiten Löwenkopf-Wasserspeier zwischen aufgemalten Palmettenfriesen. Die an den Fronten folgenden Giebeldreiecke waren mit Figuren aus parischem Marmor gefüllt. Bei Nachgrabungen im 20. Jahrhundert wurden Reste dieser Giebelfiguren gefunden, die im Ostgiebel den Kampf der Lapithen gegen die Kentauren (Kentauromachie), im Westgiebel weitere mythische Kämpfe zeigten. Akrotere zierten den First: Eine schwebende Nike bekrönte die Ostseite, eine fliehende Frauengestalt, die stilistisch der Zeit des Reichen Stils um 420 v. Chr. zuzuweisen ist, den Westgiebel.
In diese Ringhalle war die Cella, der das Kultbild bergende Raum eingebunden. Prinzipien dorischen Tempelbaus folgend, waren hierbei die Cellaaußenwände mit den Säulenachsen gefluchtet. Die sich ergebenden Umgänge, die Ptera, waren an den Langseiten ein Joch tief, an der Ostseite hingegen zwei Joche und an der Westseite anderthalb Joche tief. Gedeckt waren die Umgänge mit einer Kassettendecke aus parischem Marmor. Die Betonung der östlichen Vorhalle durch ihre besondere Tiefe kann als Element ionischer Architektur, das hier Eingang in einen dorischen Tempel gefunden hat, interpretiert werden.
Die östliche Vorhalle wies weitere Besonderheiten auf. So wurde über dem Architrav, der die Anten des Pronaos verband, ein ionischer Fries angebracht. Dieser endete jedoch nicht, wie zu erwarten, an den Antenecken, sondern wurde, wie der zugehörige Architrav, über die Seitenptera hinaus verlängert und an den Gebälkinnenseiten der Vorhalle fortgeführt. Oberhalb des verlängerten Pronaos-Architravs trägt er figürliche Szenen – Göttergruppen als Zuschauer mythischer Kämpfe –, während er sich an den verbleibenden drei Seiten der Vorhalle als glattes blaues Band fortsetzt. Diese zwei Joche tiefe Vorhalle wird hierdurch deutlich von dem übrigen Baukörper, von den Seitenptera der Ringhalle, als eigenständig abgesetzt, was in dieser Form einzigartig ist. Auch über dem Architrav des rückwärtigen Opisthodoms war ein figürlicher Fries mit der Darstellung einer Kentauromachie angebracht, endet dort aber, wie zu erwarten, über den Anten. Beide ionische Friese wurden unten und oben von ionischen Eierstäben gerahmt, und auch der Wandfuß der Cella wies einen solchen ionischen Fries auf. Die Häufung ionischer Elemente an diesem ansonsten streng dorischen Bau ist bemerkenswert.

### Innenraum
Die auf zwei Joche erweiterte östliche Vorhalle brachte eine Reduzierung der Cellalänge mit sich, die dadurch insgesamt gedrungener ausfiel. Man vermutet, dass es sich hierbei um eine nachträgliche Planänderung handelte, die dem Zweck diente, die Cellaproportionen jenen des Parthenon anzugleichen. Wie bei diesem wurde nämlich eine Säulenstellung von 4 × 7 Säulen in der Cella eingefügt. Am Hephaisteion mussten hierfür die seitlichen Säulen stark an die Wände herangerückt werden, um der vor der umlaufenden rückwärtigen Säulenstellung aufgestellten Kultbildgruppe ausreichend Platz zu lassen. Die innere Säulenstellung war wie am Parthenon dorischer Ordnung und zweigeschossig, um mit reduzierten Säulendurchmessern die notwendige Höhe für die Deckenkonstruktion zu erreichen. Denn die Säulenhöhe war in der griechischen Architektur von dem unteren Durchmessern der Säulen abhängig und konnte nur mit diesem zunehmen. Die Innenwände der Cella waren für die Anbringung von Wandmalereien aufgeraut. Erhalten hat sich von diesen Malereien nichts. Die von Pausanias überlieferte Kultbildgruppe mit Hephaistos und Athena wurde nach Ausweis der Abrechnungsurkunden zwischen 421 v. Chr. und 415 v. Chr. geschaffen und – knapp 30 Jahre nach Baubeginn – im Tempel aufgestellt. Sie stammte vermutlich aus der Hand des Alkamenes.

### Bauausführung und Entwurf
Basis für die Proportionsentwicklung scheint an diesem Tempel die mittlere Stufe der Krepis gewesen zu sein. Sie war mit 32,51 Meter hundert Fuß lang und 14,45 Meter breit. Breite zu Länge verhielten sich also wie 4:9, was dem Proportionssystem des Parthenon entspricht. Auch die Höhe bis einschließlich des Geisons wies im Verhältnis zur Breite diese Proportion auf, die in ihrer Umkehrung auch im Verhältnis Säulenhöhe zu Joch mit 9:4 wiederkehrt. All dies scheint dem Entwurf des Parthenon entlehnt, obgleich nicht mit gleicher Folgerichtigkeit umgesetzt.
An optischen Verfeinerungen besaß der Tempel eine von Krepis bis zum Geison durchgeführte Kurvatur, eine leicht hebende Krümmung aller Bauglieder, deren Stichhöhe an den Fronten 3 Zentimeter, an den Langseiten 4,5 Zentimeter betrug. Die Säulen wiesen eine leichte Entasis, also einen leicht kurvolinearen Verlauf ihrer Verjüngung, und eine Inklination, also eine leichte Innenneigung als weiteres Element der optischen Verfeinerung, von 4,5 Zentimetern auf.

## Nachantike
Im Gegensatz zum Parthenon verfügt das Hephaisteion noch über alle Säulen, und selbst das Dach, das keine Korrelation zwischen Säulenachsmaß und Sparrenabständen besaß, ist weitgehend intakt. Die Friese und anderen Verzierungen wurden jedoch durch Bilderstürmer, Kunstliebhaber und Plünderer im Lauf der Jahrhunderte stark beschädigt. Der Tempel blieb erhalten, da er im fünften Jahrhundert in eine christliche Kirche umgewandelt wurde, die dem Heiligen Georg gewidmet war. Diese Umwandlung ging jedoch zu Lasten des antiken Inneren, das entfernt und durch christliche Ergänzungen ersetzt wurde. Insbesondere stammt die Gewölbeeindeckung des Inneren aus dieser Zeit.
Während der Jahrhunderte unter osmanischer Herrschaft in Griechenland blieb der Tempel die wichtigste griechisch-orthodoxe Kirche in Athen. Als der erste König des unabhängigen Griechenlands, König Otto I., im Jahr 1834 die Stadt betrat, wurde hier die Messe zur Begrüßung abgehalten. Ludwig Ross etablierte zu dieser Zeit das „Theseion“ als erstes archäologisches Museum Athens.
Heutzutage ist der Tempel Teil der archäologischen Stätte der Athener Agora unter Aufsicht der 3. Ephorie für Prähistorische und Klassische Altertümer des griechischen Kulturministeriums.

## Nachbildung

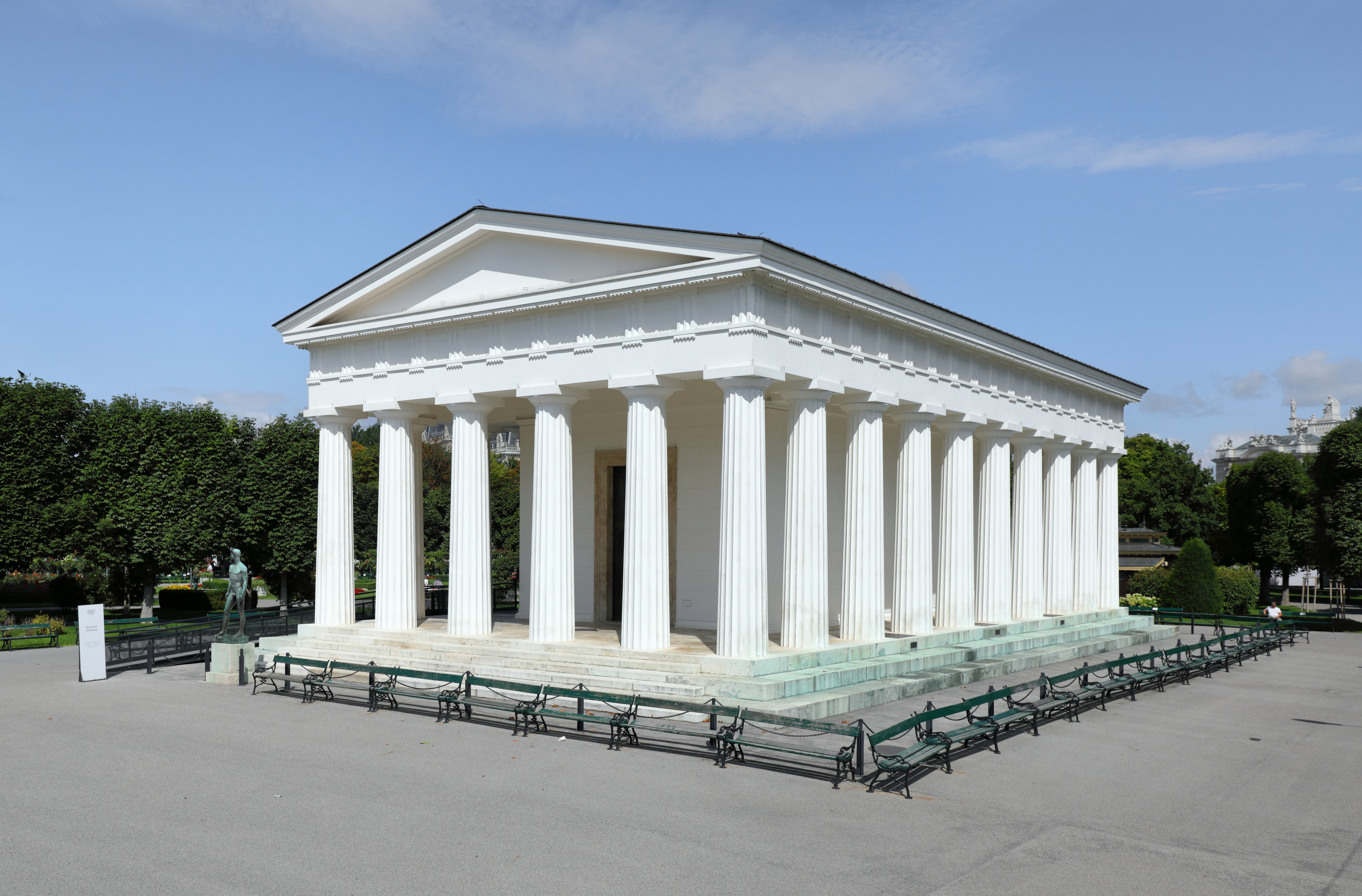
Theseustempel Wien

Der Theseustempel, der sich im Volksgarten in Wien (1. Bezirk) befindet, ist eine verkleinerte Nachbildung des Athener Theseions (Hephaisteion) und wurde von 1819 bis 1823 vom österreichischen Architekten Peter von Nobile erbaut.